# 东台吉乃尔湖
东台吉乃尔湖是中国青海省海西蒙古族藏族自治州格尔木市北部的一个湖泊，位於柴达木盆地中部。湖名系汉语、蒙古语混合称谓，意为“东边的太子湖”。
湖泊属于内陆盐湖，面积、水深、矿化度随季节和丰枯水年份而有所变化。在湖面海拔2681.00米时，湖长24千米，最大宽8.7千米，平均宽5.05千米，湖面面积121.3平方千米，蓄水量2.39亿立方米。湖区属于柴达木荒漠地区，气候极度干旱寒冷，沿岸无常住居民定居点。湖水主要依靠台吉乃尔河补给，补给系数156。
东台吉乃尔湖与西台吉乃尔湖相距约35千米，两湖原为一湖，后因气候变化、水位下降而分离形成西北-东南带状盐湖沼泽湿地，两湖之间有一面积约6平方千米的鸭湖。
湖区富钾、镁、石盐资源，东南部为著名的涩北气田。
該湖目前已乾涸，只留下一條河流。若青海大雨，该湖会再复出现。